# 河尻秀隆
河尻 秀隆（かわじり ひでたか）は、戦国時代の武将。織田氏の家臣。黒母衣衆筆頭で、のちに織田信忠の補佐役及び美濃岩村城主を務め、甲斐国主にまで昇った。馬印は金のつり笠。秀隆および河尻氏に関係する文書は少なく、事跡の多くは『信長公記』や『甲陽軍鑑』、徳川氏関係の記録に記されている。

## 生涯

### 織田信秀への出仕
尾張国岩崎村の出身とされる。秀隆の河尻氏と醍醐源氏の一派である肥後河尻氏との関係は不明である。『信長公記』には織田大和守家（清洲織田氏）の家臣に同じ河尻姓の人物（河尻与一）が見られ、『美濃国諸家系譜』には秀隆が信長の命によって河尻与一郎重俊の跡を継いだとの記述がある。このため少なくとも清洲織田氏の老臣である河尻与一と同族である可能性は高いと見られている。
秀隆は早い時期から清洲三奉行・弾正忠家の織田信秀に仕えた。実名秀隆の「秀」の一字は信秀よりの偏諱と考えられている。
天文11年（1542年）8月、弱冠16歳で信秀に従って第1次小豆坂の戦いに参加した。
この時、今川氏の先陣を務めた足軽大将・由原と一騎打ちとなり、組討の末に討ち取るという武功を挙げた。
その後まだ部屋住みの身分であった織田信長付きの家臣として青山与三右衛門と共に選抜されており、家督相続前から仕えた最古参の家臣となる。

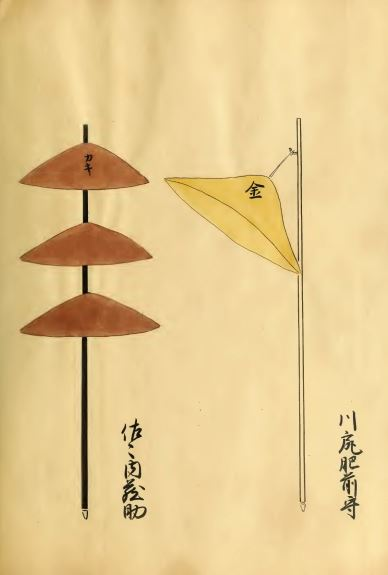
河尻秀隆の馬印（右）

### 黒母衣衆の筆頭
信秀没後もそのまま信長に仕え、黒母衣衆の筆頭を務める。天文23年（1554年）7月、当時の尾張国守護代・織田信友の家老を務め、坂井大膳、織田三位等と共に権勢をふるった河尻与一（左馬丞）が安食の戦いで戦死。織田信友も翌年に自害においこまれ、清洲城は信長の手中に収まった。同族の河尻与三郎が所領を没収される中、一貫して信長方についた秀隆は命により河尻与一の跡を継いだ。
永禄元年（1558年）、信長が弟の織田信勝（信行）を謀殺するために清洲城へ呼び寄せたときには、信勝の殺害を実行した。
永禄3年（1560年）5月に桶狭間の戦いに参加する。急遽出陣した信長に織田造酒丞・岩室重休・長谷川橋介・山口飛騨守・加藤弥三郎等と共に真っ先に従った。
なお通説では毛利良勝が今川義元を討ち取ったとされるが、討手を秀隆とする異説も存在する。
永禄7年（1564年）4月の犬山城攻めに参陣。信長が率いる本隊に属して柏葉砦を攻撃した。交名では森可成、津田一安、簗田弥次右衛門、佐久間信盛、坂井政尚、浅井新八郎と並ぶ歴々の衆として名を挙げられている。
永禄8年（1565年）夏期、丹羽長秀と共に美濃猿啄城攻めを命じられる。城主・多治見修理亮は地の利を生かしてよく城を守ったが、織田氏は軍勢を2陣に分けて攻め、長秀が隣山を占拠して水源を絶ち、秀隆が南の急坂を駆け上がり猛攻を仕掛けて落城させた。
同年9月28日の堂洞城攻めでは激戦の中、本丸に一番乗りするという武功を挙げ、城主の岸信周を自害に追い込んでいる。
戦後、美濃攻めでの一連の功により猿啄城、およびその周辺13ヵ村を領地として与えられた。さらに信長は秀隆の勇戦を賞して城名を「勝山城」と改称している。秀隆は勝山入城後、城下の坂祝町・長蔵寺を河尻氏の菩提寺と定めた。また戦火で全焼した大泉寺の復興も支援したとされる。
永禄11年（1568年）9月、信長が足利義昭を奉じて上洛した際は当然供奉したものとされる。
永禄12年（1569年）、坂井政尚と共に今井宗久に堺北庄の証文を引き渡すように申し伝える使者として派遣されている。
同年8月、伊勢北畠氏の大河内城攻めに参加する。この時は「尺限廻番衆」として菅屋長頼、塙直政、中川重政、前田利家等と共に張り巡らされた柵内の巡回を担当した。
同年9月6日付けの今井宗久から織田家諸将（佐久間信盛、木下秀吉、柴田勝家、坂井政尚、河尻秀隆、金森長近、中川重政、津田一安、丹羽長秀、武井夕庵）へ向けた陣中見舞いの書状案にその名がみえている。
元亀元年（1570年）2月19日、堺の今井宗久から安宅神太郎が淡路で三好三人衆方を破ったことについて急報を受けている。書状案では金森長近、武井夕庵、坂井好斎、菅屋長頼と並べて名が記されており、当時信長の代表的な側近と認識されていたことがわかる。
同年3月6日、中山孝親と甘露寺経元が信長を訪問したが不在のため秀隆が応対し、礼として30疋を受け取っている。
同年6月28日、姉川の戦いに従軍し、本戦後の磯野員昌が籠城する佐和山城攻めでは付城の一つである西彦根山に布陣した。
同年9月の志賀の陣では佐久間信盛、明智光秀、村井貞勝、佐々成政等と共に穴太の砦に入り、比叡山延暦寺包囲の一角を担った。
元亀2年（1571年）2月、磯野員昌が退去した後の佐和山城に入城し、以後は丹羽長秀と共に城将として活動する。
同年9月、信長は比叡山焼き討ちに際して比叡山傘下の天台寺院をも焼き払うことを命じ、秀隆は丹羽長秀と共に湖東三山の西明寺に焼き討ちを行った。
21日には前年の野田・福島の戦いで本願寺方に内通した高宮右京亮の一族郎党を佐和山城に召喚し誅殺した。高宮も先手を打って切って出たが別段の支障なく成敗されたという。その直後には丹羽長秀・秀隆の連名で多賀社に条規を下し、安全を保障して混乱を防ぐとともに高宮が預けていた物品を没収している。さらに高宮寺に竹木の保護を許可しており、この地域に一定の権益を与えられていたようである。
元亀3年（1572年）10月、武田信玄の敵対を知った信長の命を受け、織田信広と共に東美濃に兵を進め、岩村城を占拠して信長の四男・御坊丸（織田信房）を岩村遠山氏の養子に据えた。この時、反発する遠山一族と合戦となり、多数を討ち取ったという。また同様に当主不在となっていた苗木遠山氏に対しては織田方の遠山友勝を当主に据え、東美濃一帯を織田氏の勢力下に組み込んでいる。11月には岐阜城に詰めていた佐久間信盛が徳川家康の援軍として浜松へ派遣され、手薄になった岐阜城の防衛強化のために信広、秀隆は帰還する。その直後、信長の強引な手法に反感を持っていた遠山氏の一部は岩村城に軍勢を引き入れ武田方に寝返った（元亀3年、岩村城の戦い）。翌年3月には秋山虎繁が入城しておつやの方と祝言を上げ、御坊丸は人質として甲斐に送られた。
天正元年（1573年）7月、槇島城の戦いに参陣。信長は足利義昭が再度挙兵することを予測し、秀隆、木下秀吉、柴田勝家、佐々成正らの武将に対して事前に対応策を指示していたという。
その後の8月から9月にかけての朝倉・浅井氏攻め（刀根坂の戦い、小谷城の戦い）にも信長率いる本隊に属して参陣したものと考えられている。
同年11月には佐久間信盛等と共に、足利義昭に与した三好義継を若江城に攻めて自害に追い込んだ（若江城の戦い）。
同年12月2日昼、塙直政、簗田政綱、今井宗久と共に堺の豪商・津田宗及邸を訪問し、茶と料理を振舞われている。

### 信忠軍団の副将

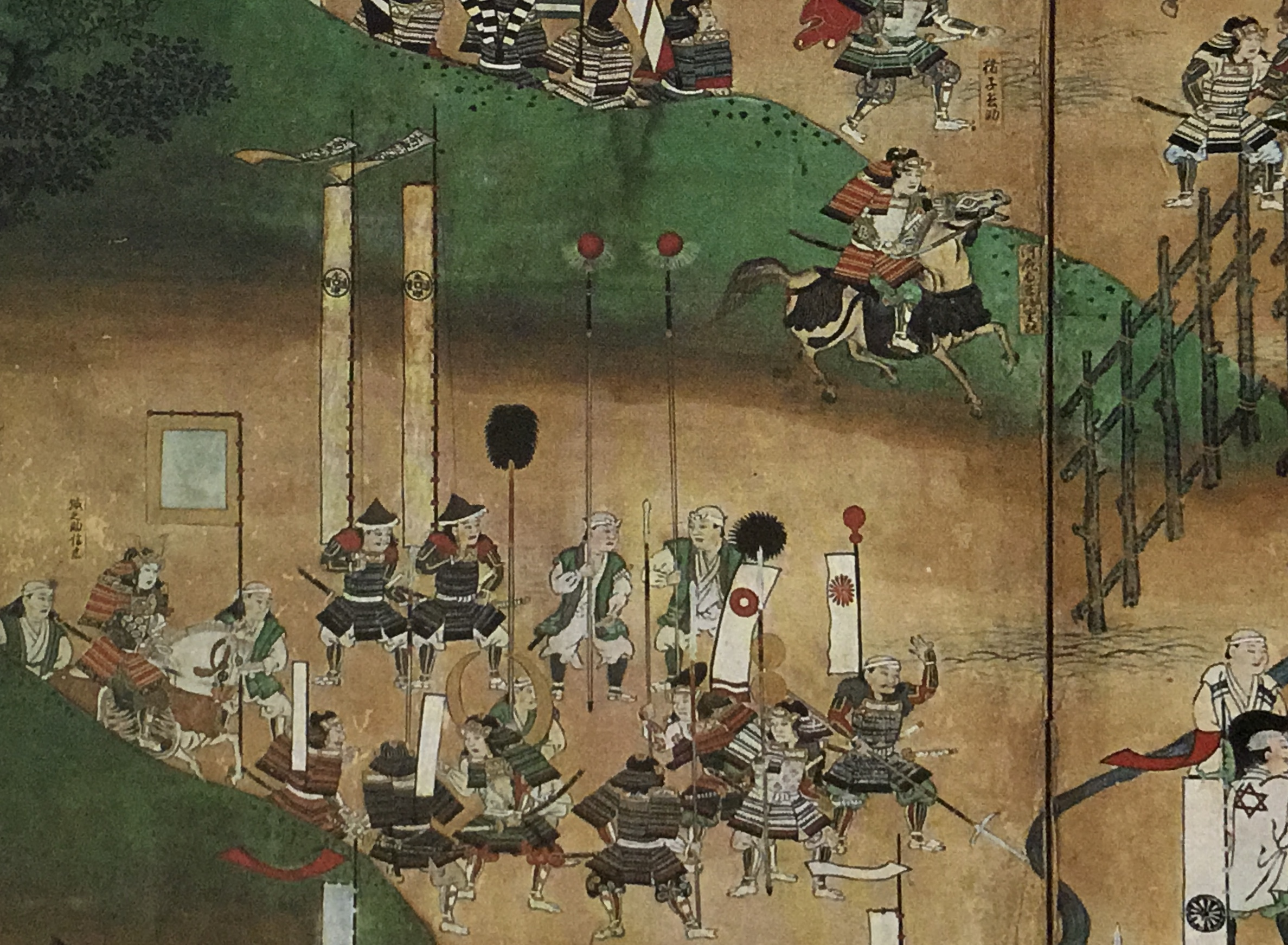
長篠合戦時、織田信忠の陣の前方に位置取る河尻秀隆（右上の騎乗の人物）

天正2年（1574年）、前年に元服を終えたばかりの信長の嫡男・織田信忠付きの武将となり、その補佐役を任せられる。信忠の麾下には池田恒興、森長可、坂井越中守、斎藤利治、毛利長秀等の尾張の一部と東美濃の武将が付けられていたが、中でも秀隆と佐久間信盛が家老として後見役を務めていたことが指摘される。
同年2月、武田勝頼の軍勢により明知城が落城し、武田氏の勢力が岐阜を脅かす事態となった。この時、武田氏の抑えとして最前線である神箆城（または肥田城）に河尻秀隆が、小里城に池田恒興がそれぞれ守備を任せられた（天正2年、岩村城の戦い）。
信長公記によると同年7月の伊勢長島一向一揆攻めにも参加。織田信長が率いる本隊に属して早尾口から進み、小木江村を固めていた一揆勢を追払い、前ヶ州、海老江島、加路戸島、鯏浦島の拠点を焼き討ちした。しかし信長は同時期に秀隆に書状を送って長島攻めの状況について説明しており、緒戦の攻撃後に転戦した、もしくは2月から引き続き神箆城の守備についていたとも考えられている。さらに同書状では池田恒興が担当していた小里城についても警備を厳重にする様にとの指示が出されており、神箆・小里両城の守備が秀隆に任され、武田氏の備えを一手に引き受けている様子が窺える。
天正3年（1575年）2月26日、小笠原貞慶に書状を送り今秋の信濃出兵予定を知らせるとともに、武田家臣への調略を促している。信濃への出兵を約束していた上杉謙信が動かなかったこともあり、織田氏の信濃出兵も行われなかったが、6月には飯田城の坂西氏が謀反を起こし、矢沢又兵衛尉、佐野善右衛門尉、佐々木新左衛門尉等の伊那衆が織田方に内通して在所を退散しており、調略は一定の成果を上げている。
同年5月21日の長篠の戦いには信忠を補佐して参陣した。開戦前、信長は秀隆に兜を下賜し、信忠に対して秀隆を名代として派遣した際にはその指示に従う様に厳命したとされており、危急の際は信忠に代わって軍の指揮を執ることが想定されていた。合戦後は信忠と共に岩村城に攻め寄せ包囲した。
同年7月、丹羽長秀、簗田広正、松井友閑、武井夕庵、明智光秀が賜姓任官されたが、『当代記』によればさらに塙直政が原田備中守、羽柴秀吉が筑前守、秀隆が肥前守を号したという。しかし文書での使用が一件しか確認できず、後に肥前守に任官した息子の秀長と混同したものともされる。
同年11月、夜襲を仕掛けてきた武田氏の援軍を打ち破り大将格21人、合計1,100人以上を討ち取る大打撃を与え、岩村城の籠城衆を降伏に追い込んでいる。城将の秋山虎繁、座光寺為清、大島杢之助、おつやの方は信長に赦免の御礼言上に向かったところを岐阜城で捕らえらえ、長良河原で磔とされた。これは武田氏が奥平信昌の妻を磔にかけて殺害したことへの報復とされる。
岩村城内に籠城していた武田方の城兵は遠山市丞丸に追い詰められ残らず殺害された。
この時、信忠軍団随一の功労者として岩村城5万石を与えられる（天正3年、岩村城の戦い）。これにより秀隆の支配領域は東美濃一帯に及び、苗木城主遠山友勝・友忠父子、明知城主遠山一行・利景、神箆城主延友佐渡守、小里城主小里光明ら諸氏を与力に置いたものとみられる。これらの経緯から信忠家臣団の目付的立場にあったと推測されている。

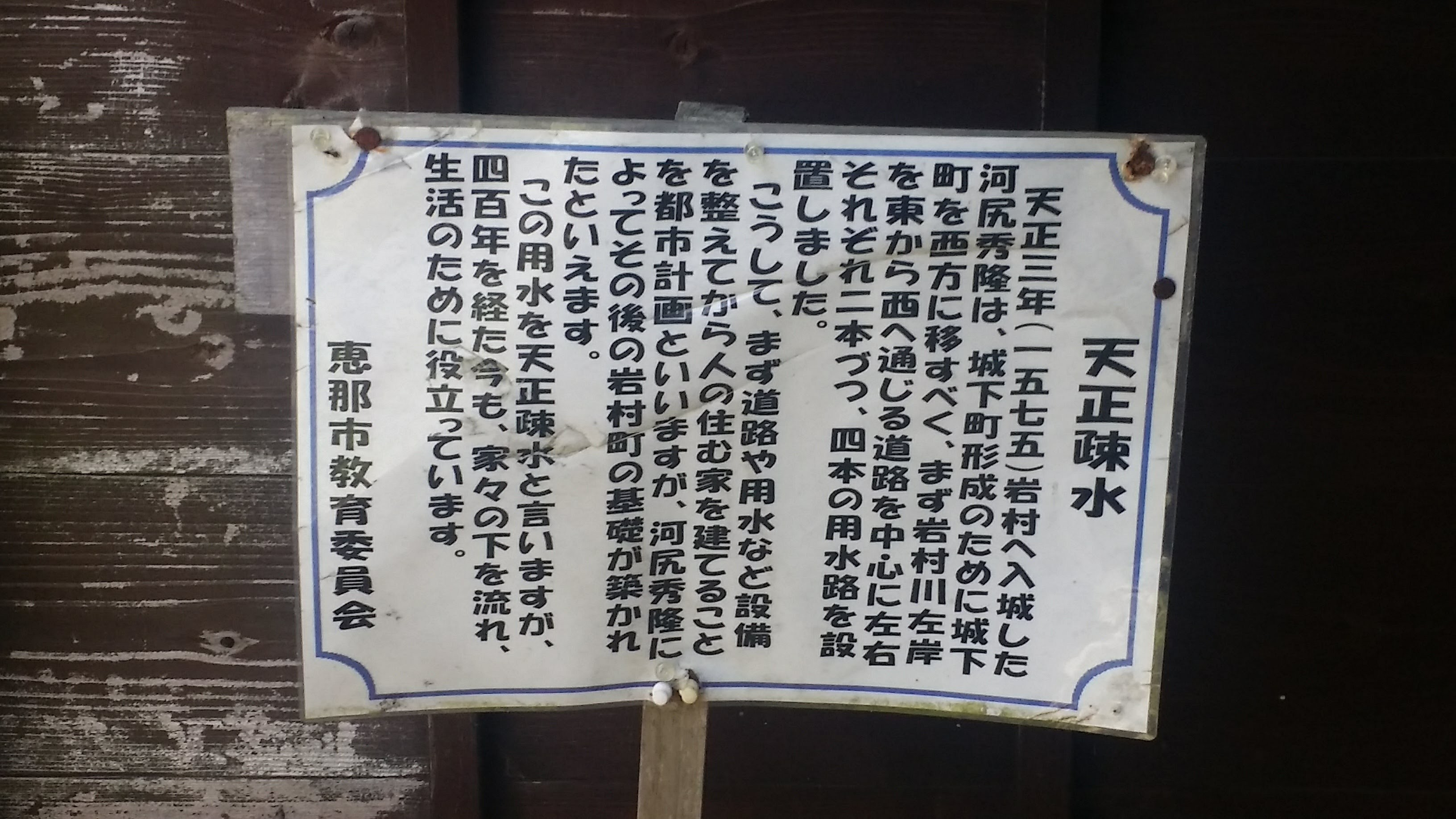
恵那市教育委員会 天正疎水についての説明板（2018年5月恵那市岩村町で撮影）

岩村入城後は新たな城下町形成のため岩村川から水を引いて天正疎水と呼ばれる4本の用水路を設置した。この用水は400年以上たった現在でも城下の家々の下を流れ生活用水として大きな役割を果たしており、秀隆によって岩村町の基礎が築かれたとされる。
天正4年（1576年）5月、石山合戦の一環である天王寺の戦いで石山本願寺攻略戦の司令官を務めた塙直政が戦死。同じく信忠の家老であった佐久間信盛が後任の対本願寺司令官に就任したため、信忠の後見役は秀隆が専従する事になった。
その後は岩村城主として長く東濃に留まり、引き続き信忠軍団の主任務である武田氏の抑えという重責を担うことになる。そのため、その後の4年間は信長の主戦場となった毛利氏や大坂本願寺などの畿内以西の戦線には殆どかかわった形跡がみられない。
天正6年（1578年）9月30日に信長は重臣らと堺に赴き、第二次木津川口の戦いで毛利水軍を破った大船を見物し、その帰りに津田宗及邸での茶会に参加した。秀隆は細川信良、津田信澄、細川藤孝、佐久間信栄、筒井順慶、荒木村次、万見重元、堀秀政、矢部家定、菅屋長頼、長谷川秀一、大津長昌、三好康長、若江三人衆と御供衆として供奉し、菓子や酒の接待を受けている。
天正7年（1579年）には信忠に従って荒木村重の摂津有岡城攻めに参加し、その攻略に武功を立てた。
天正8年（1580年）、信長より安土城下の下豊浦に屋敷を与えられる。この地域には通称地名となって河尻、高山、金森等の信長諸将の名字が伝存している。

### 甲州征伐
天正10年（1582年）2月からの甲州征伐に従軍。2月6日、国境を守る滝沢の城番下条信氏の家老衆を寝返らせ、岩村口から武田領に侵攻した。その後は信忠率いる本隊と共に進軍し、毛利長秀と共に一時的に大島城の守備に就く。2月26日、高遠城の動揺を誘うために調略を用いて城下町を焼き払い、信長から称賛される。3月2日、唯一激しい抵抗のあった高遠城攻めでは主力として戦い、わずか一日で陥落させた。また血気にはやり命令違反を繰り返す団忠正、森長可の行動を統制する等、軍監として信忠家臣団を統率している。3月11日、滝川一益、秀隆の軍勢が田野に逃れた武田勝頼・信勝父子を追跡して討ち取った。
3月29日、信長は論功行賞に伴う知行割を発表し､秀隆は、穴山信君の河内領を除く甲斐国22万石と信濃国諏訪郡を与えられた。なお、穴山信君に安堵された本領と秀隆の所領の明確な境界は未確定であり、信長は双方の重臣の協議の上で最終的な解決を図るように指示している。
『甲乱記』によると、秀隆は恵林寺の快川紹喜に使者を送り、六角賢永や大和淡路守を匿ったことなどに対して3か条の詰問を行ったという。快川紹喜は六角らを庇って虚偽の返答をしたため、4月3日、織田信忠の派遣した津田元嘉・長谷川与次・関成重・赤座永兼によって恵林寺は焼き討ちにされた。
その後、かつて徳川家康から離反した山家三方衆の菅沼定忠、菅沼満直・新兵衛尉父子が秀隆を頼って降伏してその陣中にいたが、それを知った家康が信長に報告し、家康家臣の牧野康成によって誅殺されたという。

### 甲斐統治と本能寺の変

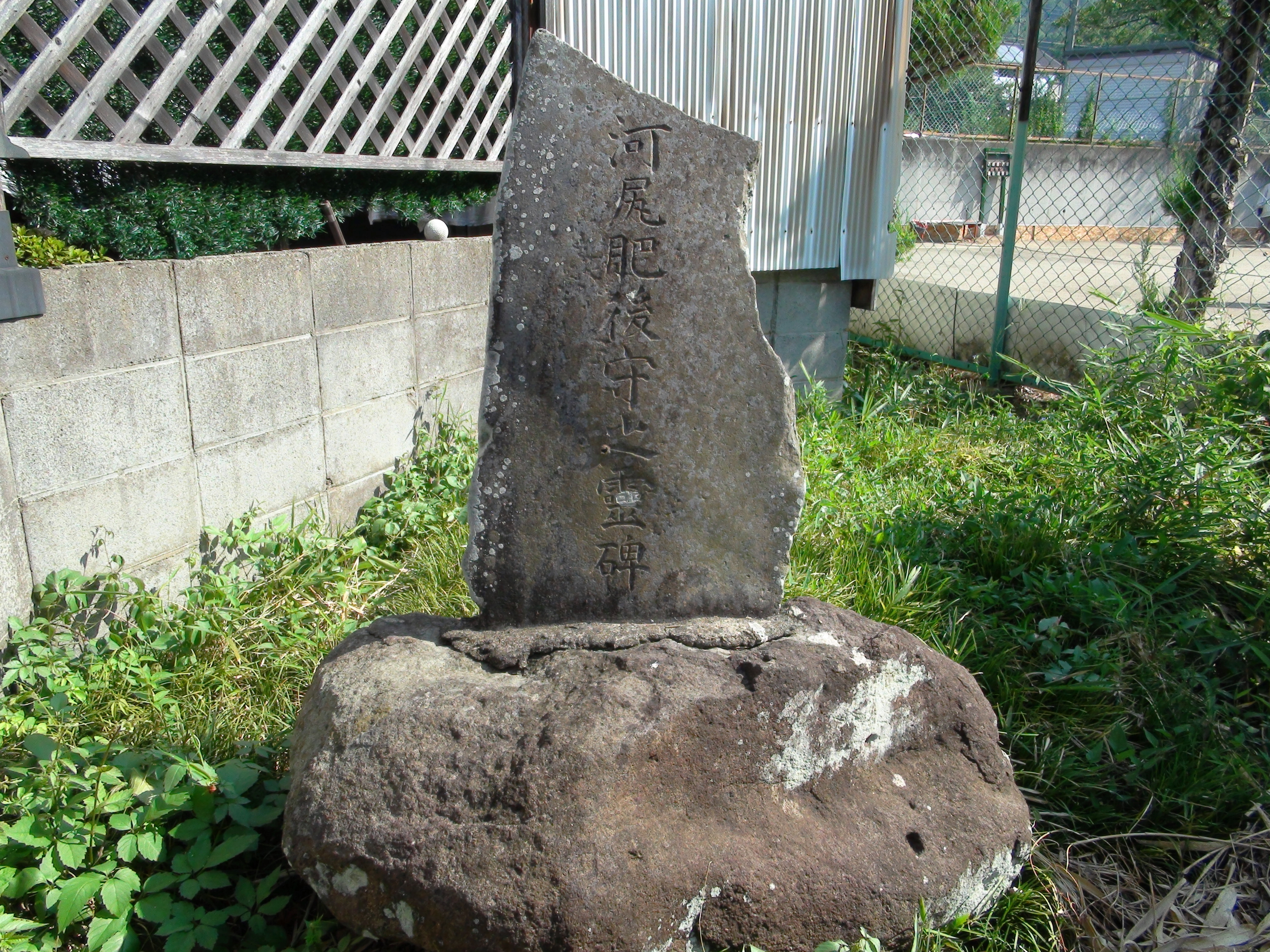
甲府市岩窪町の河尻塚（2010年9月撮影）

甲斐統治において、武田氏統治時代と同じ甲府の躑躅ヶ崎館（山梨県甲府市古府中町）を居城としたとされるが、『甲斐国志』『武徳編年集成』では甲府近郊の岩窪館（甲府市岩窪町）を本拠にしたとする。諏訪郡には、代官として弓削重蔵を高島城に配置した。
秀隆の入府には明知遠山氏の遠山利景・一行・方景が従っており、その後は共に甲府の守備に就いていることから、岩村城主の地位を団忠正に譲った後も、秀隆と利景等の与力関係は維持されていることが窺える。
秀隆の甲斐統治は2ヵ月程度という短い期間ではあったが、甲府盆地や富士北麓、都留郡において文書が残存し、黒印状を用いた広域支配を試みていたことが知られる。
内容としては、武田氏滅亡の混乱の中で戦火を恐れて逃亡した農民に対して環住すれば作職を安堵すると呼びかけるもの、 西念寺へ寺領安堵と富士参詣者に対する勧進免許を与えたものや御師たちに対して権利を安堵するものがある。
また武田遺臣で九一色衆の渡辺囚獄佑に対して仕官を呼び掛けたとされるが、囚獄佑は応じなかったという。この様に大半の武田遺臣は織田氏を恐れて積極的に主従関係を結ぼうとせず、甲斐国外へ脱出するか、逼塞して時勢をうかがっていたものと考えられている。
天正10年（1582年）6月2日、京都で信長が明智光秀に襲撃されて自害する本能寺の変が起こると、旧武田領の各地で武田遺臣による国人一揆が起こる。同じ織田家中の同僚である森長可、毛利長秀らが即座に領地を放棄し美濃へ帰還する中、滝川一益と秀隆は領国に留まった。
当時三河、遠江、駿河の3か国を領有した徳川家康は甲斐の併合を企図し、武田遺臣らを用いた工作を開始する。
6月5日、米倉忠継、折井次昌に対して甲斐の武士を徳川方へ帰属させる工作を行い、家康の甲斐侵攻を待つように指示した。
翌6日には岡部正綱を甲斐・下山（穴山領）に派遣して菅沼城の普請を命じ、穴山信君横死後の穴山領、穴山家臣衆を従属下に置いている。穴山領は秀隆の所領ではないが、この行動は秀隆に家康に対する疑念を抱かせるには十分であったとされる。
9日、曽根昌世が駿河国から甲府に向けて進軍した。なおこれには徳川家臣・本多重次の指示を受けた駿河国衆・葛山氏らの軍勢が従っており、歴史学者の平山優は、曽根昌世が河尻討滅の任をもって甲府入りした可能性が高い事を指摘している。この軍事行動に関しては秀隆はもとより相模国の北条氏政すら察知して警戒しており、甲斐の土豪・渡辺庄左衛門尉に詳細を調査して報告するように指示している。
10日頃には、家康は秀隆の知己であったという家臣の本多忠政（信俊）、名倉信光（喜八郎）を支援を名目として甲府へ派遣した。一説では、秀隆を説得して家康に従属させるのが目的であったともいう。
12日、家康は岡部正綱と曽根昌世を通じて甲斐の武士に秀隆の所領を対象とした知行安堵状を発給した。これは徳川氏が甲斐計略を企画していることを明示するものであった。その後、23日まで連署での安堵状発給が続くが、17日からは徳川家臣・大須賀康高も加わっている。
14日、一揆勢と交渉していた本多忠政は事態収拾のためとして秀隆に上方へ帰るように勧めた。しかし一方では岡部、曽根が甲斐国内で知行安堵状を発給していることを察知した秀隆は、家康の甲斐横領の意図は確実と判断しており、忠政を斬殺して家康との断交の意思を明確にした。
18日、忠政の家臣の呼びかけによって結集した武田遺臣に襲撃され、岩窪において三井弥一郎に討ち取られた。また自害したともいう説もある。享年56。
秀隆の死により空白地帯と化した甲斐国は、北条氏直との争奪戦（「天正壬午の乱」）を制した徳川家康が領した。
山梨県甲府市岩窪町には秀隆の首塚とされる河尻塚（甲府市指定史跡）、あるいは屋敷跡が伝えられている。

### 子どもたち
息子の秀長は秀隆の遺領の大部分を相続できなかったが、羽柴秀吉に仕え転戦して知行を得た。のち関ヶ原の戦いで西軍につき敗戦、戦死または自害した。秀長の弟である鎮行はのちに江戸幕府に召し出され、子孫は200俵の幕府旗本として存続した。
娘は初め浅野左近盛久（浅野長政の一族）に嫁いだが本能寺の変で夫を亡くし後家になっており、前田利家の正室・芳春院の姪の娘にあたるという縁から、息子と共に前田家へ引き取られ養われることになった。後、利家の差配によって末森城主・土肥親真に再嫁し、土肥家次を儲けた。親真が賤ヶ岳の戦いで戦死すると利家より知行100石を与えられ末守殿と称された。浅野左近と末守殿の息子は利家の命で前田家重臣の青山吉次の養子に入り、青山長正と名乗った。吉次の死後はその家督を継ぎ、魚津城代を務めた。

## 人物
信長の信任厚い重臣であり、信忠を輔弼する家老でもあった。長篠合戦の折､信長が秀隆に兜を下賜し､危急の時は秀隆を名代として派遣するのでその指示に従うように信忠に厳命したという逸話が残っており、信長の代将ともなり得る秀隆の地位の高さと、信忠との関係を示すものとされる。
天正2年（1574年）7月、長島一向一揆攻めの最中の信長から「身体は伊勢長島にあっても、心は其方のことだけ心配している」と君臣愛あふれる書状を受け取っている。同年8月にも「陣地を堅固に固めた様子を見せたい」「長島を討ち果たしたら巡見しに行く」といった内容の書状を送られており、非常に仲睦まじい関係であったことが窺える。
天正8年（1580年）3月、馬廻衆や高山重友など大名格の武将と共に信長から安土城下に屋敷を与えられている。信長は安土城下に家臣が屋敷を作ることを好み、重臣たちもその意向を知って屋敷を作ることを望んでいたとされる。
武田信玄に信濃を追われていた小笠原貞慶に、信濃の武士たちの反武田化を呼び掛けさせる内容の書状が残されており、武田家臣へ調略を行っていたことが明らかとなっている。秀隆の働きかけが武田家臣の離反に重要な役割を果たしたとされ、実際に滝沢要害を守る下条九兵衛が寝返ったことにより､河尻軍は難所の岩村口を難なく突破している。
甲州征伐の際、秀隆は何度も信長より指令を受けているが、その中で作戦の指示の外に信忠やその配下の若い部将たちの軽率な行動を統制するよう繰り返し命ぜられている。このことから秀隆が信忠の後見役であり、信忠軍団の実質上の核であったと言える。
甲斐国で略奪・放火の限りを尽くすなどの圧政を行ったとされるが（『甲斐遺文録』『甲斐国歴代譜』）、これらは近世の地誌類などに記録されているだけで同時代史料では全く確認できないものである。秀隆の圧政なるものは、信長・信忠父子が武田氏縁の寺社に極めて厳しい措置を取ったことや過酷な武田遺臣狩りを行ったことが秀隆一人の責任と誤解されたことが原因ではないかとされる。
江戸時代に入っても甲府城下町には秀隆の近習らが居住したことに由来する川尻町という地名が残っていた。しかし宝永2年（1705年）、甲斐源氏の末裔を称し武田信玄を崇拝する柳沢吉保が行った甲府の町名変更により緑町と改称されている。
美和神社が所蔵する甲冑・「朱札紅糸素懸威胴丸 佩楯付」（山梨県指定有形文化財）は、社伝では武田信玄の元服鎧とされているが、甲冑研究家の三浦一郎は、同鎧はその形式からして信玄の元服した時期よりも新しい天正年間の作で、前田利家所用の金小札白糸素懸威胴丸具足（重要文化財・前田育徳会所蔵）など織豊政権下で活動した武将の甲冑との間に共通した製法や意匠が見られると評し、同鎧の実際の所有者を武田氏滅亡後に甲斐を治めた河尻秀隆かそれに従属した人物と推定している。なお、同鎧の左肩部分にある削ぎ落された箇所については、秀隆絶命時の刀疵の可能性も想定される。
河尻氏の墓地は、岐阜県加茂郡坂祝町長蔵寺にある。

## 関連作品
- 八切止夫「河尻与平」『真説・信長十二人衆 八切意外史4』作品社、2002年。